# Adrien Deghelt
Adrien Deghelt (Bélgica, 10 de mayo de 1985) es un atleta belga especializado en la prueba de 60 m vallas, en la que consiguió ser medallista de bronce europeo en pista cubierta en 2011.

## Carrera deportiva
En el Campeonato Europeo de Atletismo en Pista Cubierta de 2011 ganó la medalla de bronce en los 60 m vallas, llegando a meta en un tiempo de 7.57 segundos que fue su mejor marca personal, tras el checo Petr Svoboda y el francés Garfield Darien.